# Draganowci (obwód Wielkie Tyrnowo)
Draganowci (bułg. Драгановци) – wieś w Bułgarii, w obwodzie Wielkie Tyrnowo, w gminie Elena. Miejscowość wymarła.